# Albert Schultens
Albert Schultens (født 22. august 1686 i Groningen, død 26. januar 1750 i Leiden) var en hollandsk orientalist. Han var far til Jan Jacob Schultens.
Schultens virkede hovedsagelig som professor i arabisk i Leiden og fortsatte her den af Erpenius og Golius skabte tradition. Han var den første, der drev et rationelt komparativt studium af de semitiske sprog, af hvilke for datiden hebraisk var det vigtigste på grund af teologiens overvægt. Han udgav en række arabiske forfatteres tekster med vedføjede latinsk oversættelse. Nu er naturligvis alle disse arbejder forældede.